# Prospero Adorno
Prospero Adorno (Genova, 1428 circa – Asti, 1485) fu il 27º doge e capitano della Repubblica di Genova. Tra il 1477 e il 1478 fu nominato governatore genovese per Gian Galeazzo Maria Sforza.

## Biografia

Stemma nobiliare degli Adorno

### Primi anni e il dogato
Figlio di Barnaba Adorno e di Brigida Giustiniani, nacque nel capoluogo ligure intorno al 1428. 
Esponente della famiglia genovese Adorno, arrivò ad un accordo con Francesco Sforza e l'arcivescovo di Genova Paolo Fregoso (futuro doge) per far cadere la dedizione della Repubblica di Genova verso la signoria di Carlo VII di Francia che stava dominando la scena ligure dal 1458. Dopo il breve governo degli otto Capitani degli artefici, dal 9 marzo al 12 marco 1461, lo stesso Prospero Adorno fu eletto doge di Genova.
Durante il suo dogato, il trentaquattresimo nella storia genovese, arrivò però ben presto allo scontro con lo stesso arcivescovo Fregoso, quest'ultimo desideroso del promesso titolo cardinalizio (il doge Adorno, amico di papa Pio II, si era interessato alla causa), a cui si aggiunse un nuovo accrescere dei rapporti tesi tra Genova e Savona. Nel maggio 1461 Carlo Adorno, fratello di Prospero, tentò un assedio alla città savonese (alleata della Francia e sede dei fuoriusciti genovesi contrari alla politica del dogato) che ebbe un esito fallimentare.

### La fuga e governatore per gli Sforza
L'arrivo improvviso di Renato d'Angiò a Genova costrinse ad una strana e rapida alleanza tra il doge Prospero Adorno e l'arcivescovo Paolo Fregoso che, anche grazie ad una esitazione dell'avversario, fu decisiva nella battaglia del 17 luglio 1461 presso Sampierdarena. 
Nonostante la congiunta vittoria, l'ingresso trionfale nella capitale repubblicana fu negata al prelato che, sdegnato e forte di un appoggio navale di Bartolomeo Doria, non tardò a muovere guerra alla flotta di Carlo Adorno che ne uscì sconfitta. La gravosa perdita costrinse, necessariamente, il fratello Prospero a lasciare il potere dogale e quindi alla fuga da Genova nel luglio 1461.
Trovò rifugio alla corte degli Sforza, a Milano, dove si pose al servizio della signoria. Tentò di inserirsi nel gioco diplomatico che vide la famiglia sforzesca ad acquistare Savona nel dicembre 1463 - dopo una mediazione con il re di Francia - e la stessa Genova nel 1464 che vide così una prima dedizione verso la signoria meneghina. In questa fase storica Prospero Adorno si ritirò dalla scena politica per gestire i vari feudi ricevuti - alcuni anche in Calabria - dal duca Francesco Sforza.
Con la sollevazione dei Genovesi verso il duca Galeazzo Maria Sforza seguì l'improvvisa incarcerazione dell'Adorno a Cremona e solo nel dicembre 1476, con la morte del duca, fu liberato potendo così raggiungere a Genova il fratello Carlo che, nel frattempo, aveva sconfitto il reggente capitano degli otto Difensori della patria Ibleto Fieschi. Sotto la signoria di Gian Galeazzo Maria Sforza, dall'aprile 1477, Prospero Adorno fu governatore di Genova per conto della signoria milanese.

### Gli ultimi anni
Tuttavia una tentata alleanza con Ferdinando d'Aragona e dialoghi con papa Sisto IV misero in cattiva luce la figura dell'Adorno, sospettato di un possibile tradimento ai loro danni, e quindi deposto nel luglio del 1478 dal nuovo governatore Branda Castiglioni. 

Ne seguì una nuova ribellione dei Genovesi, alimentata dall'ex governatore Prospero Adorno, che di fatto rovesciò il potere di Milano su Genova ora governata da otto Pacificatori (7 luglio-23 ottobre 1478) e successivamente da un governo di dodici Capitani (23 ottobre-25 novembre 1478) assieme a Lodovico Fregoso (già doge). 

L'alleanza tra i due reggenti del nuovo governo fu breve: nuove lotte intestine tra le due famiglie, pure favorite dai Milanesi, portarono a scontri in diverse parti della città in favore dell'uno o dell'altro. Un esponente dei Fregoso, Battista, risultò vincente ed eletto a nuovo doge di Genova (26 novembre 1478).
Nuovamente in fuga da Genova, Prospero Adorno trovò rifugio in una galea aragonese che lo portò prima a Napoli e poi a Pisa. Ripartì quindi per Silvano d'Orba e Asti dove, nel 1485, morì.